# Желтоводский Макариев монастырь
Свято-Троице-Макарьево-Желтоводский монасты́рь — женский православный монастырь. Расположен на левом берегу Волги, в посёлке Макарьево Лысковского района Нижегородской области.

## История
Монастырь основан в первой половине XV века преподобным Макарием Желтоводским и Унженским. Желтоводским назван по Жёлтому озеру, на берегу которого святой Макарий основал обитель. Волга, меняя своё русло, со временем поглотила озеро, и монастырь оказался на волжском берегу. Престол центрального собора освящён в честь Святой Троицы, поэтому монастырь именуется Троицким.
В 1439 году сожжён ханом Улу-Мухаммедом, монахи, самовольно заселившие чужой участок, убиты, а святой Макарий был уведён в плен. Казанский хан Улу-Мухаммед обратил особое внимание на благообразного игумена. Приведшие пленника рассказывали: «Это муж кроткий; ни словом, ни делом не причинил никому зла не только из своих, но даже из наших единоплеменников, на наших землях не селился, самовольно не брал». Тогда хан с гневом закричал на военачальников: «Для чего вы оскорбили такого доброго мужа, не спорившего с вами, и разорили его жилище? Или не знаете, что за таких кротких людей может прогневаться Сам Аллах, Который есть Один над всеми?» Сказав это, Улу-Мухаммед приказал освободить невинного страдальца. Получив свободу, преподобный Макарий попросил отпустить на волю и других узников. 400 мужчин и несколько женщин с детьми были освобождены от оков.
Возвращаясь на родину, путники остановились на правом берегу устья реки Свияги. Место это святой Макарий выбрал не только для трёхдневного отдыха, но и для устройства на нём монастыря. Оно находится на возвышенности, с трёх сторон защищено от ветров горой, как бы высоким земляным валом. Источники родниковой воды в изобилии орошают землю, освящённую молитвою преподобного отца.
Но казанский хан запретил оставаться им на его территории, и странникам пришлось искать другого пристанища. Наконец они, достигнув пределов Галичской земли, остановились в городе Унже. Местные жители с радостью приняли преподобного Макария, почитанием и заботой окружили его. Но ищущий прежде всего Царства Божия (Мф. 6, 33) великий подвижник удалился из города. В 15 верстах от него на возвышенном пустынном месте, на правом берегу реки Унжи, святой Макарий устроил себе келью. Так был создан новый Желтоводский Макарьево-Унженский монастырь. И опять к любвеобильному отцу потянулись жаждущие монашеской жизни. В скором времени была устроена обитель, но недолго иноки могли наслаждаться богомудрыми речами и жизнью святого старца. На 95-м году жизни 25 июля 1444 года преподобный Макарий отошёл к Господу. Умирая, святой заповедал духовным чадам «в память избавления своего от рабства агарянского» устроить монастырь на берегу устья реки Свияги, на том месте, которое он сам выбрал и освятил молитвой. Но иноки не могли в то же время исполнить это завещание…
В монастыре восемь лет обучался православию Никон, пробыв в нём послушником до 1624 года. Старообрядцы верят, что по дороге на Унжу им был основан один из Керженских скитов — Оленевский, который в XVII веке ушёл в раскол.
Возобновил обитель на старом месте строитель муромлянин Авраамий в 1620 году. Авраамий отыскал заброшенное место, поселился здесь и вновь собрал монастырскую братию. С этого момента начался бурный расцвет Желтоводского монастыря. Строитель Авраамий умер в 1640 году. После его смерти было написано Сказание об обновлении Желтоводского монастыря («Сказание по сокращению о зачатии на Желтых водах обители святого и преподобного отца нашего Макария, игумена желтоводского и унженского чудотворца, и от разорении от безбожных агарянских внуков, и запустении, и появлении во многих летех, паки на том же месте устроении»). Помещается в рукописях вслед за пространной редакцией Жития Макария Желтоводского. Над могилой Авраамия сейчас сооружён киворий-ротонда.

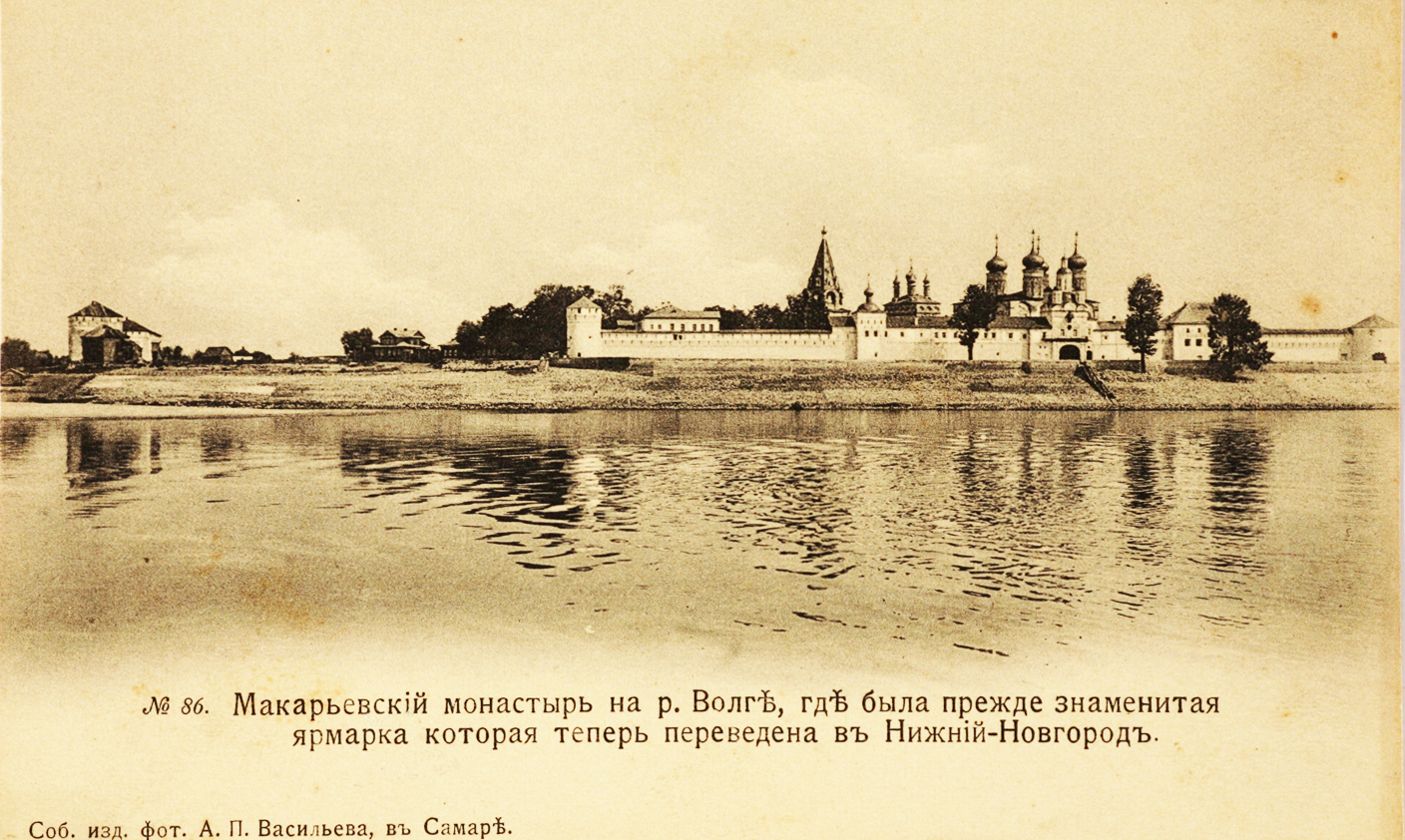
Желтоводский Макарьевский (Макариев) монастырь на Волге. 1900-е гг.

Удобное положение монастыря посредине судоходной Волги и старание игуменов повлияли на складывание ярмарки на землях, принадлежащих монастырю. Названная по имени монастыря Макарьевской, ярмарка была крупнейшей в России и, вероятно, в Европе. Именно с торговых сборов монастырь был отстроен, возведены каменные постройки. После церковного раскола (1653—1656) одним из оплотов старообрядчества стала река Керженец, практически в устье которой и стоит Макарьевский монастырь. В 1816 году Макарьевская ярмарка сгорела при странных обстоятельствах. Во многом по политическим причинам, в 1817 году Макарьевская ярмарка была перенесена в Нижний Новгород (не потеряв, однако, названия «Макарьевская»). Доходы монастыря оскудели, монастырь признан заштатным, в нём произошёл крупный пожар. В 1859 году упал центральный купол Троицкого монастыря.
В 1868 году монастырь был упразднён, уцелевшие иконы унаследовал собор Александра Невского. Когда на престол вступил император Александр III, то одним из первых его указов был указ о возрождении Макарьевского Желтоводского монастыря. Восстановлена обитель была в 1883 году, но уже как женская. До революции 1917-го было сделано многое в реставрации и ремонте. Был отреставрирован Троицкий собор, к 1916 году был восстановлен его главный купол.
К 1917 году в монастыре насчитывалось около 300 сестёр. В годы советской власти монастырь вначале работал как монашеская трудовая артель. В это время в Макарьевский уезд был назначен первый и единственный епископ Макарьевский Александр (Щукин) (в 2000 году причислен Русской православной церковью к лику святых). В 1927 году монастырь был окончательно ликвидирован. В 1928—1929 годах в его стенах была размещена колония для беспризорников, в годы Великой Отечественной войны — эвакогоспиталь. В 1943 году монастырь был причислен к Лысковскому зооветеринарному техникуму, в храмах держали скот и хранили корма. В начале 1990-х годов из монастыря хотели сделать туристический центр.

## Современное состояние
- С 1991 года здания монастыря переданы Нижегородской Епархии. В этом же году  по решению Священного Синода был снова открыт Макарьевский Желтоводский женский монастырь[8]. В обители проживало около 25 монахинь.
- В 2005 году в Успенском соборе архиепископом Георгием совершён чин Великого освящения Престола в честь великомученицы Екатерины[9].
- 7 августа 2007 года Честная глава преподобного Макария перенесена в Макарьевский монастырь из Печерского Вознесенского монастыря; архиепископ Георгий освятил Троицкий собор[10].

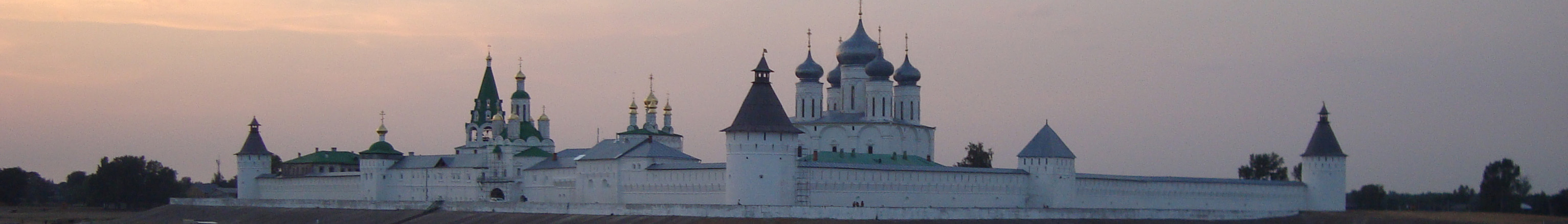
Желтоводский Макариев монастырь в 2018 году.

## Архитектура

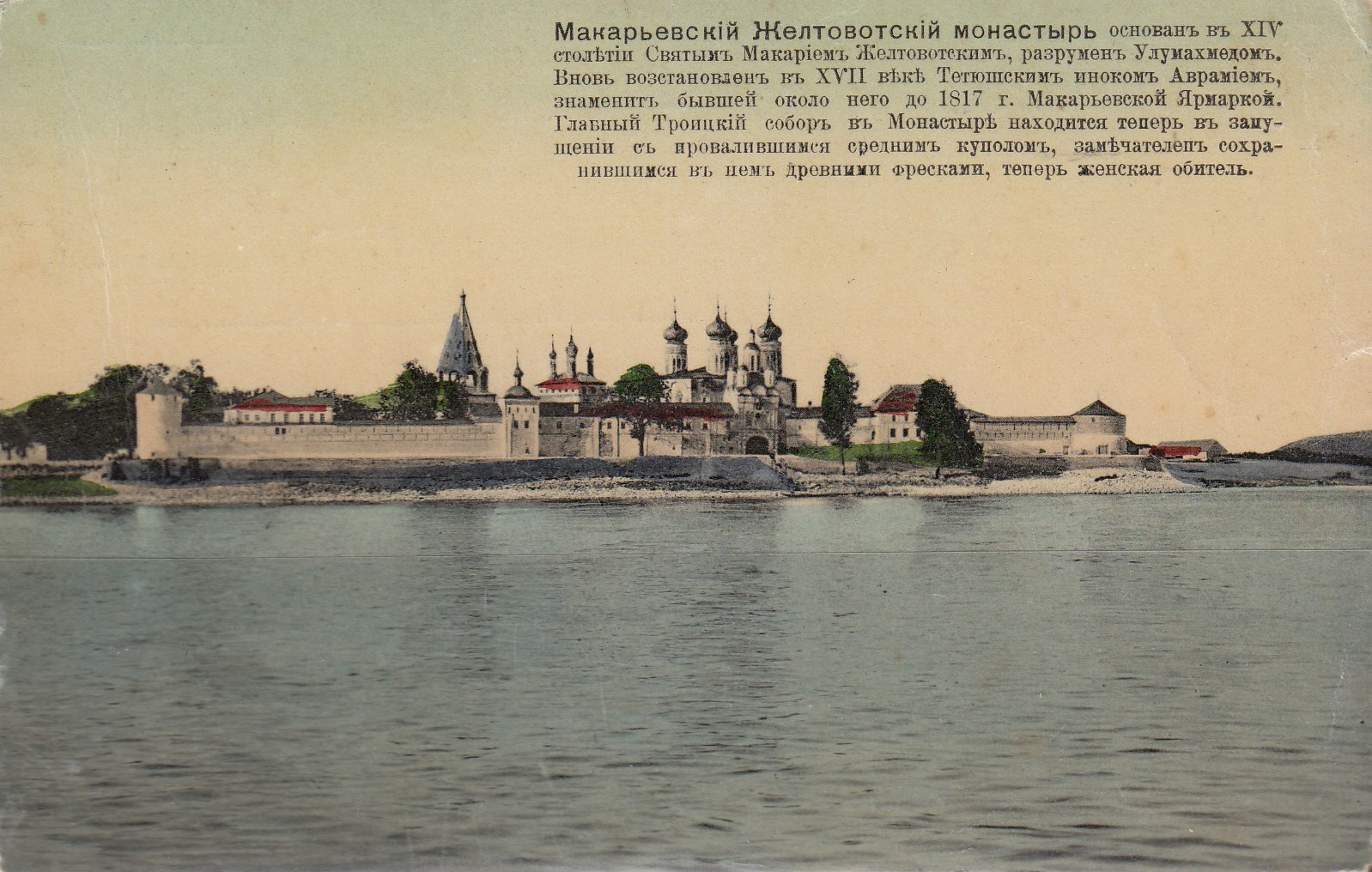
Монастырь в 1900-е годы

На 2007 год монастырь имеет следующие храмы:
- Собор во имя Святой Живоначальной Троицы — построен в 1664 году по образцу московского Успенского собора;
- Храм в честь Успения Пресвятой Богородицы, с трапезной и колокольней (1654);
- Надвратная церковь во имя Архистратига Михаила (1674);
- Храм во имя преподобного Григория Пельшемского на южной стене монастыря (1786);
- Храм во имя преподобного Макария Желтоводского (1809)[11].

Монастырь окружён крепостными стенами с башнями.

## Нумизматика
3 июня 2019 года Банк России выпустил в обращение памятную серебряную монету номиналом 25 рублей «Свято-Троицкий Макарьевский Желтоводский монастырь, Нижегородская область» серии «Памятники архитектуры России».

## Галерея

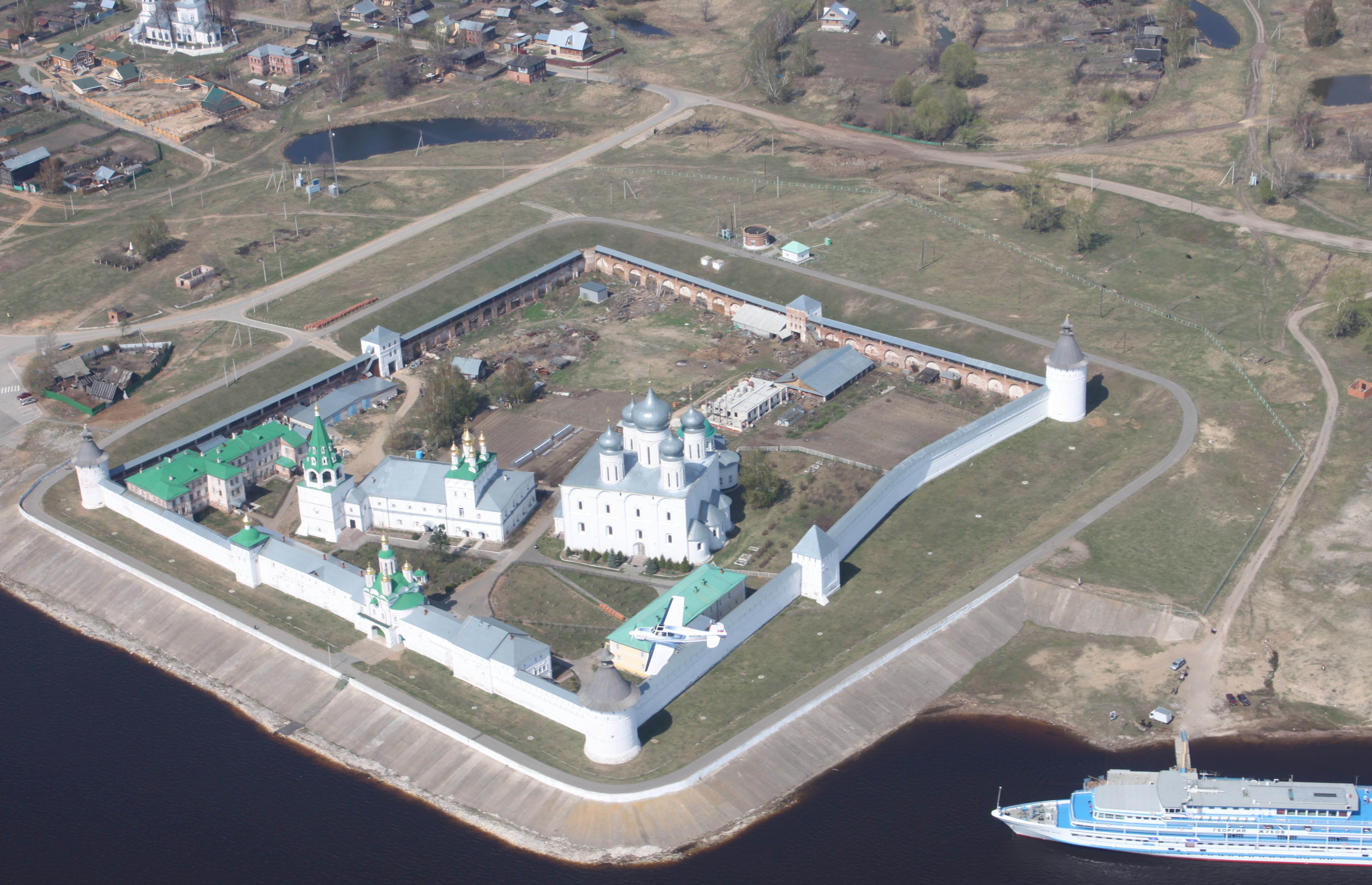
Ансамбль монастыря с высоты птичьего полёта (2010)
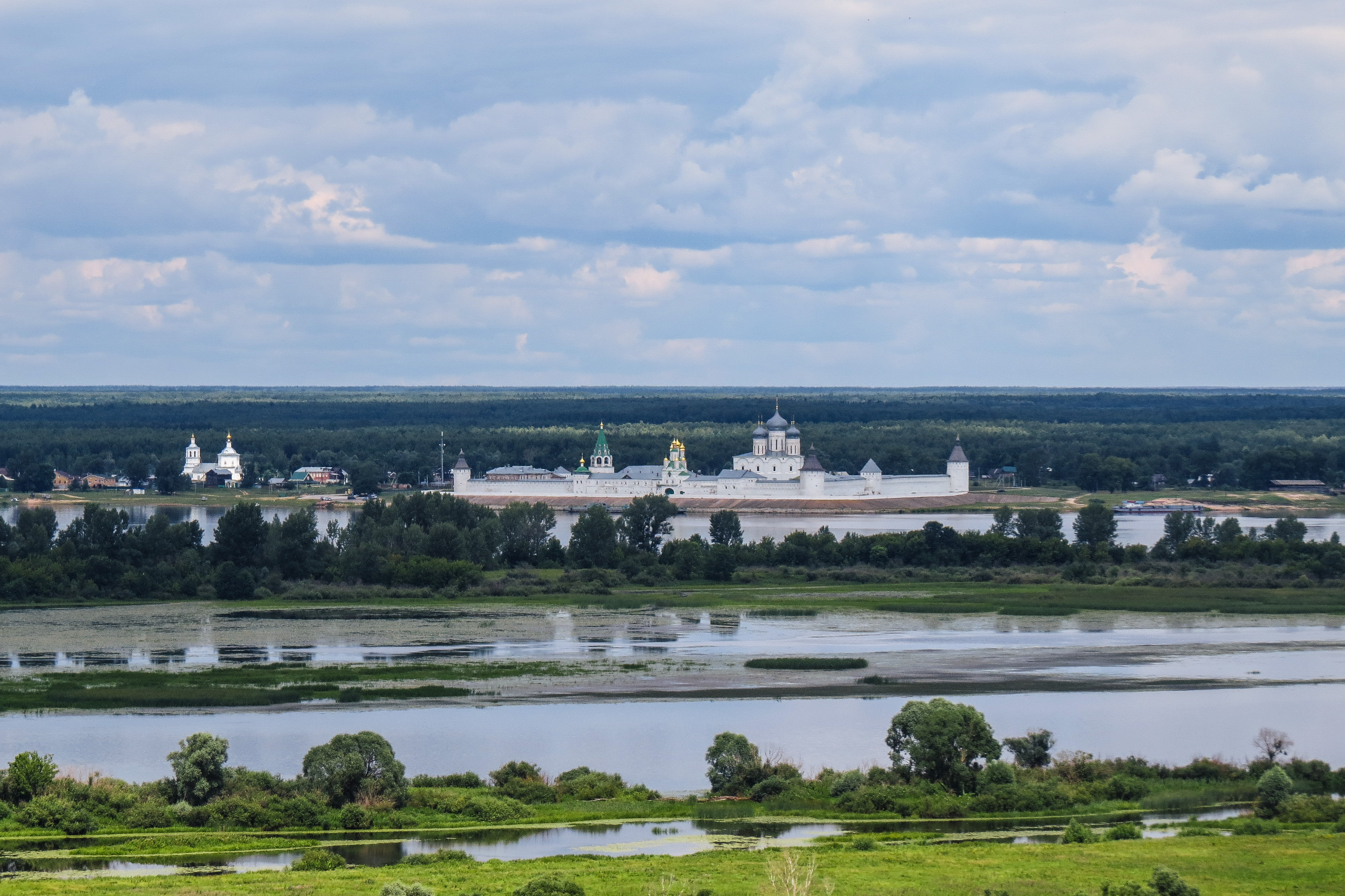
Вид на монастырь с Лысой горы (2015)
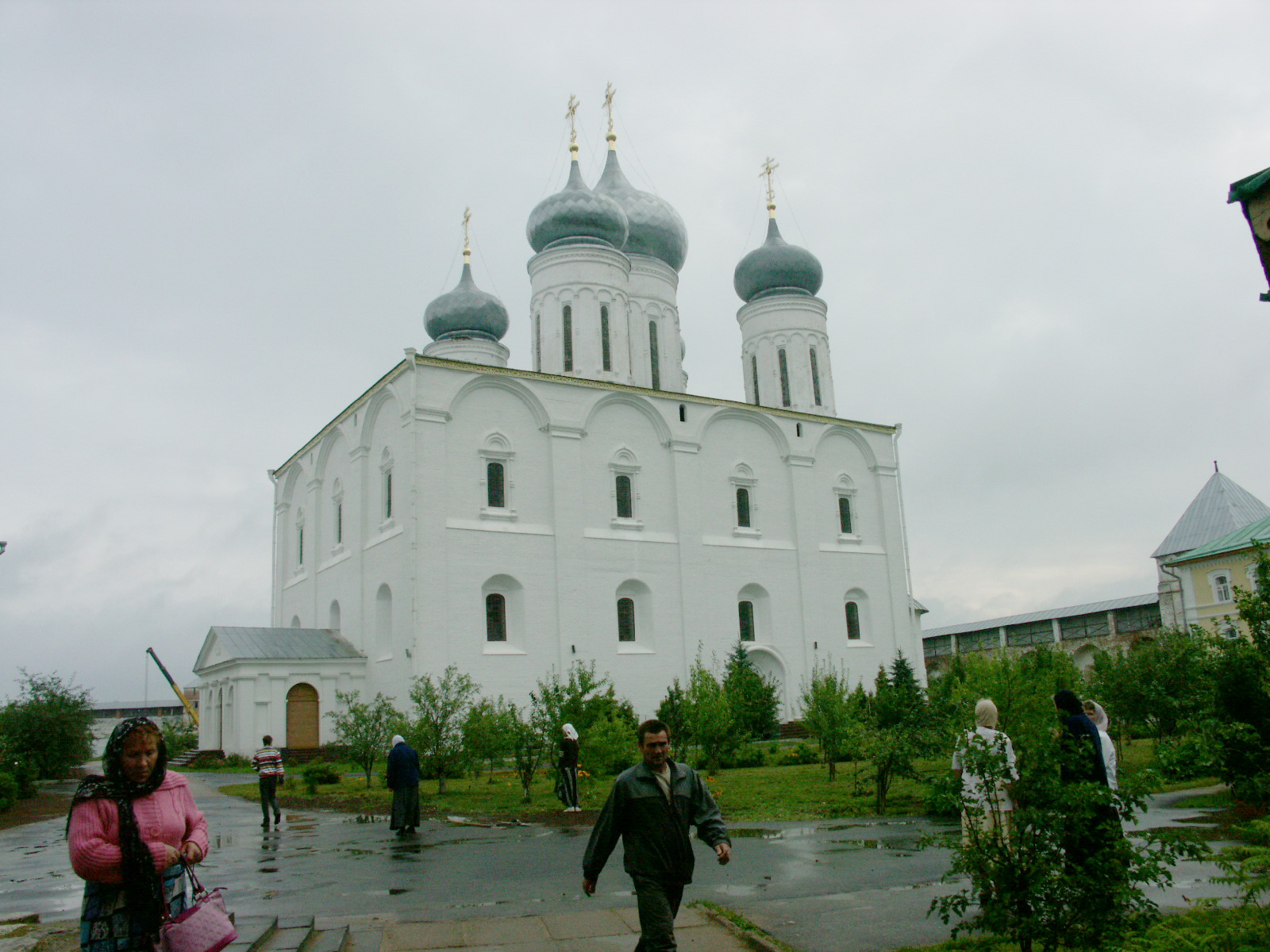
Троицкий собор
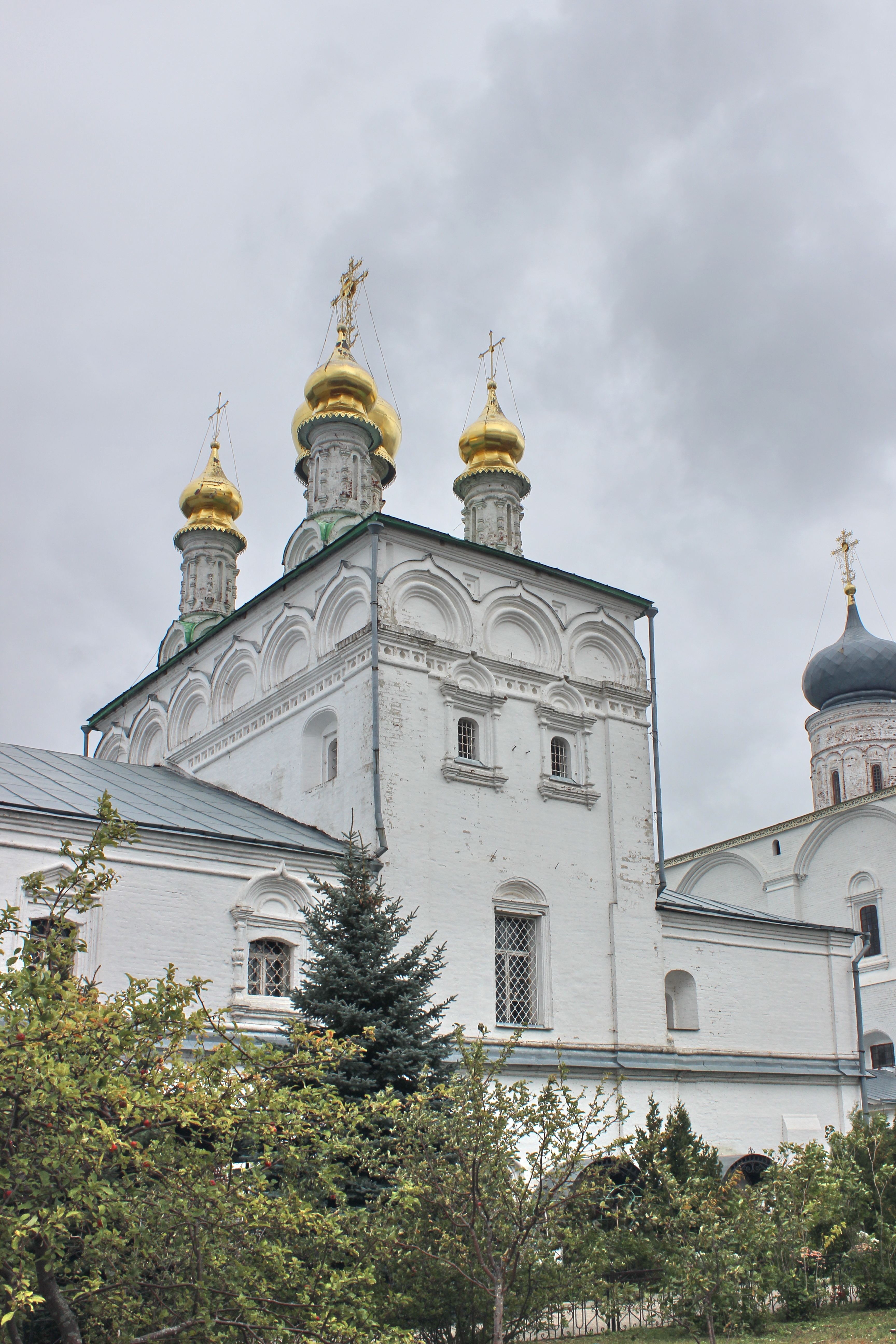
Успенская церковь
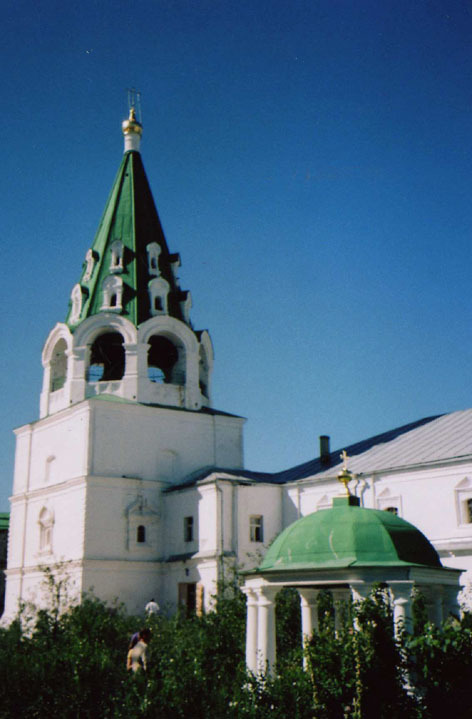
Колокольня
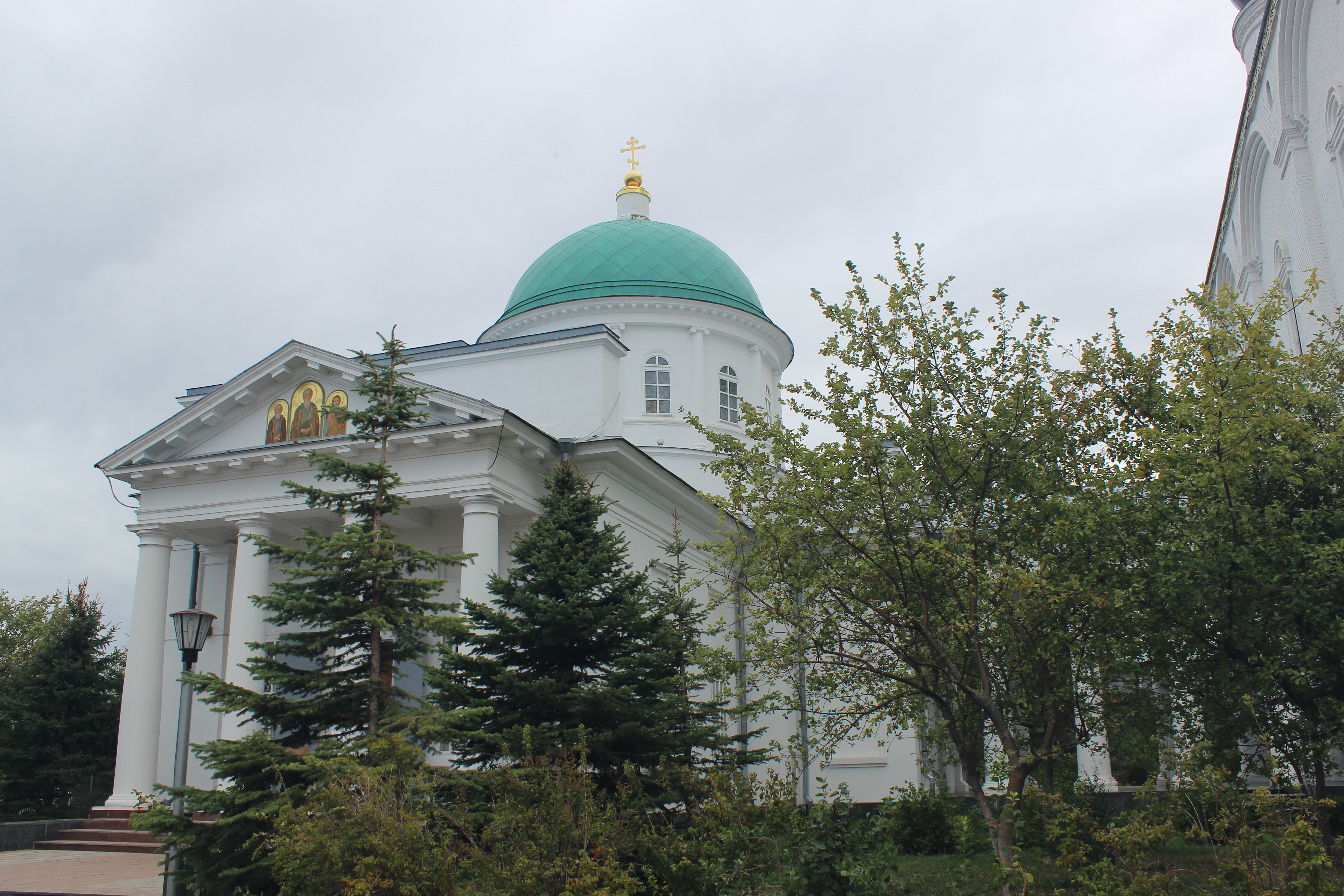
Церковь Макария Желтоводского
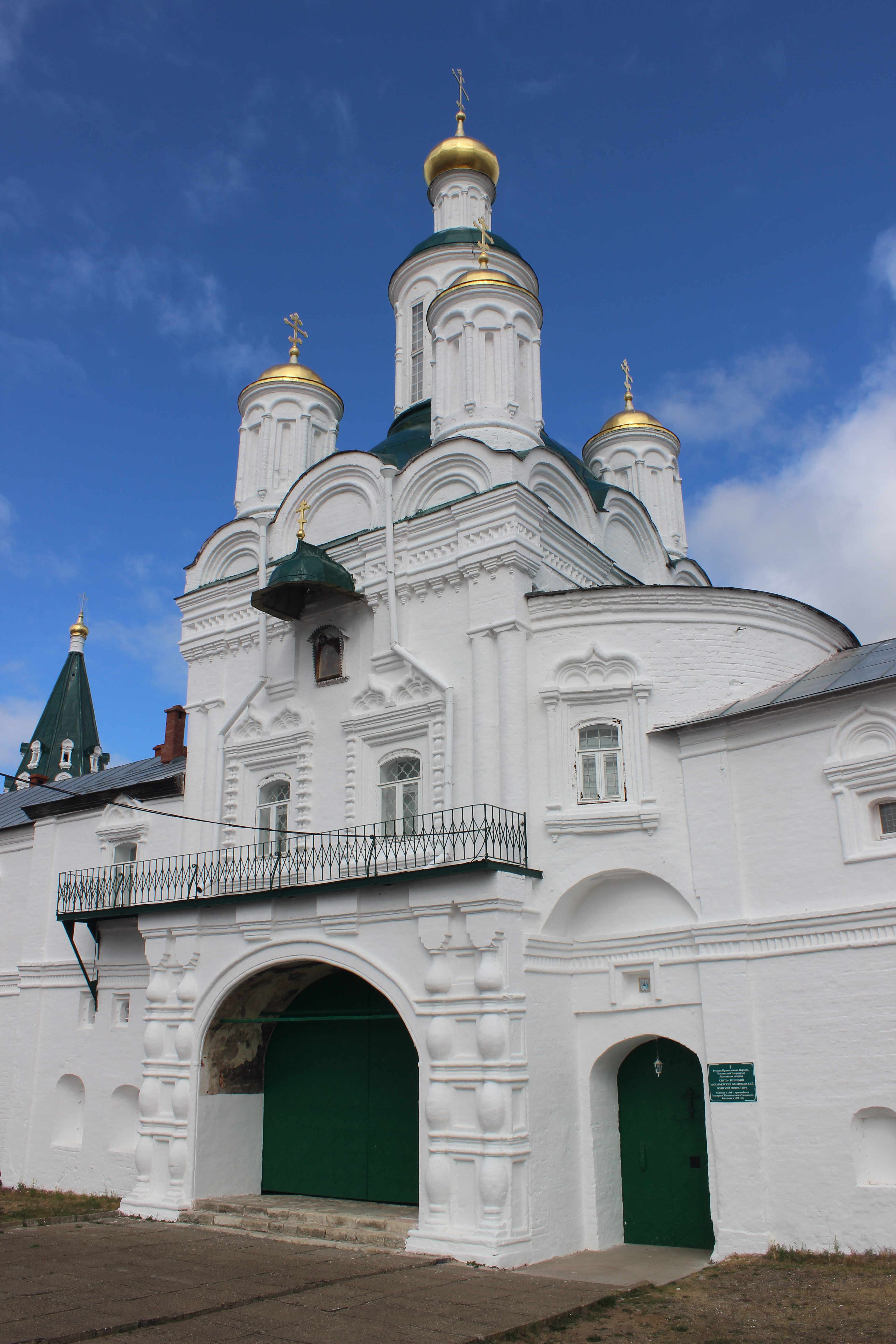
Надвратная Михайло-Архангельская церковь
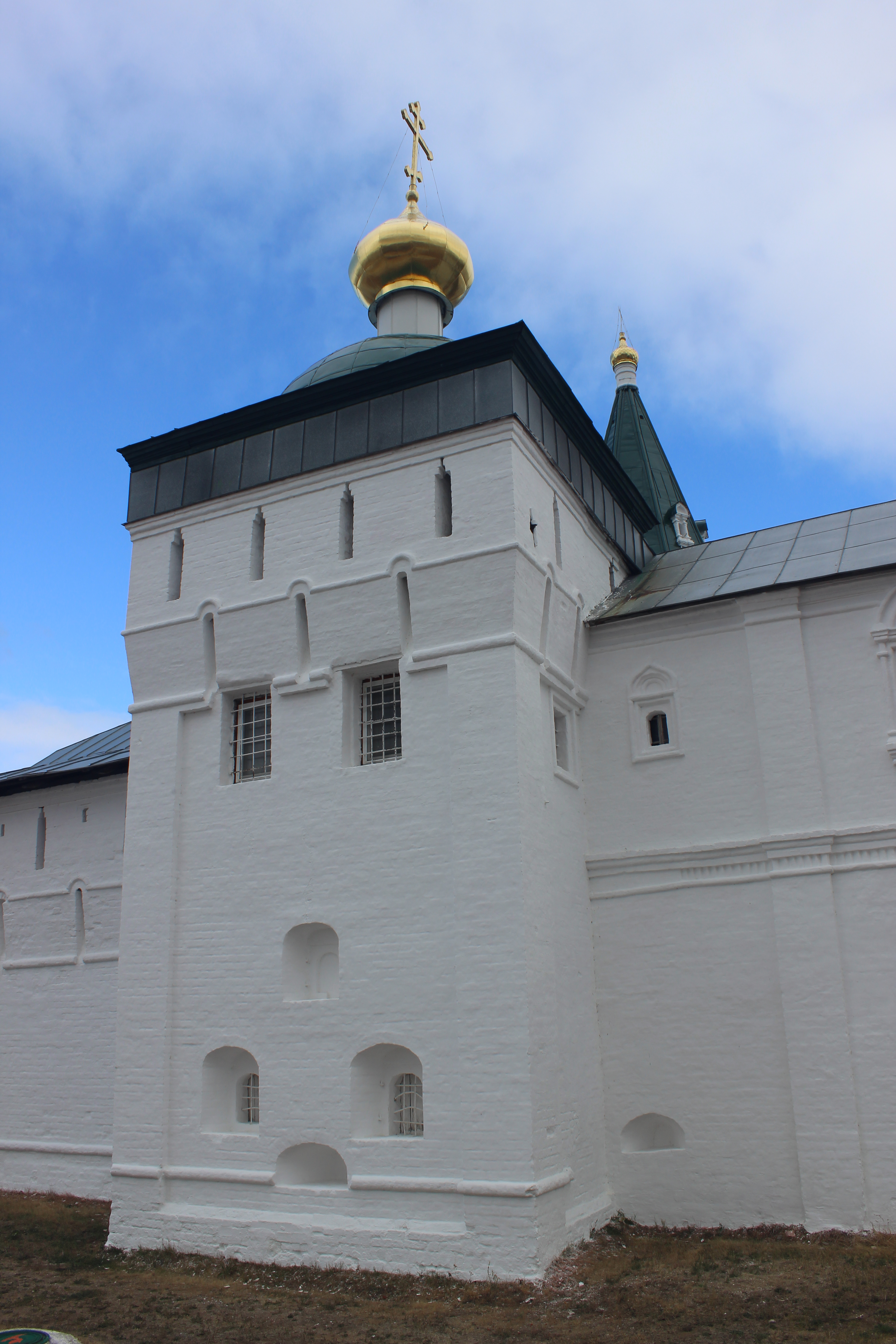
Церковь Григория Пельшемского
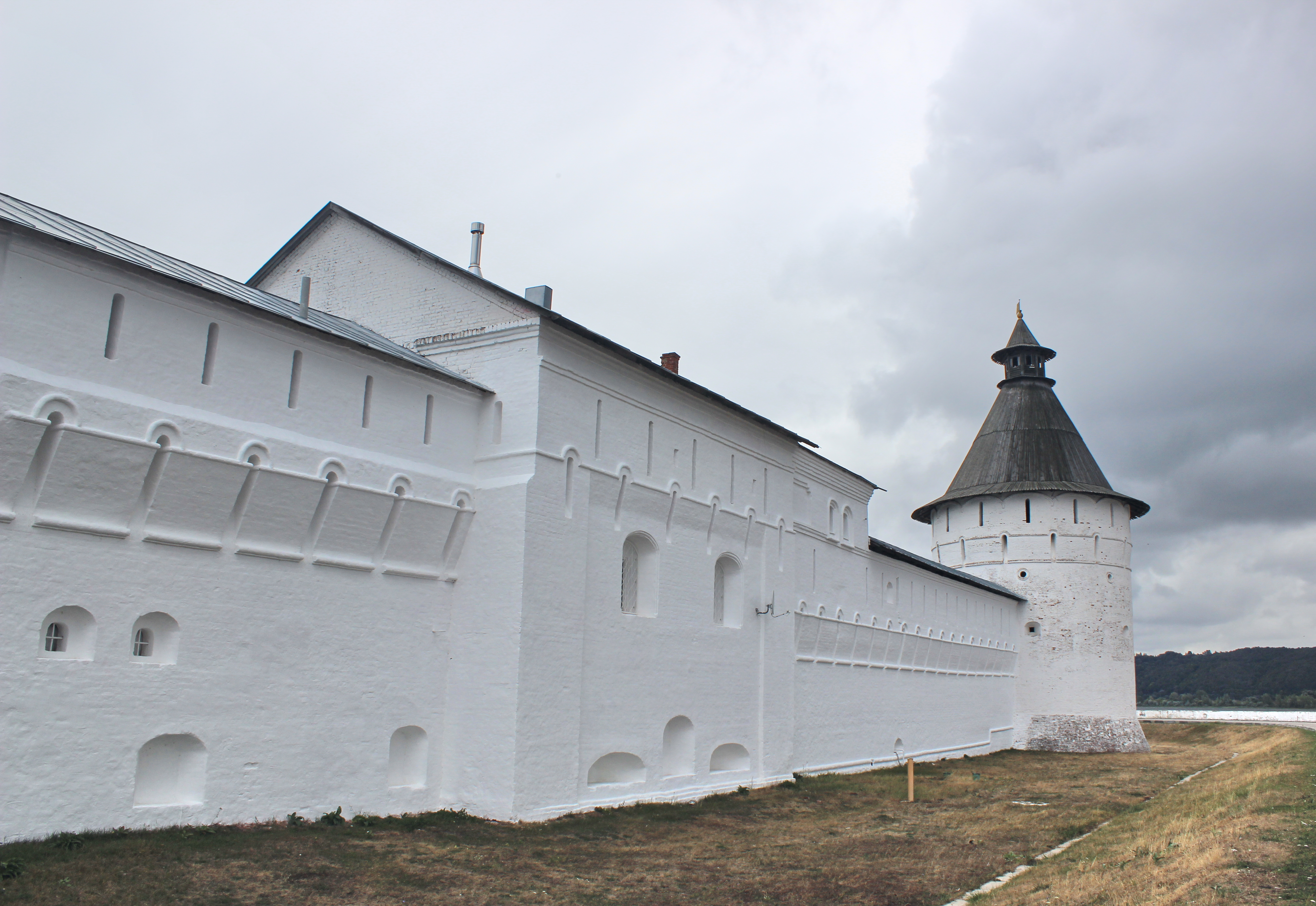
Южный корпус келий и юго-восточная башня
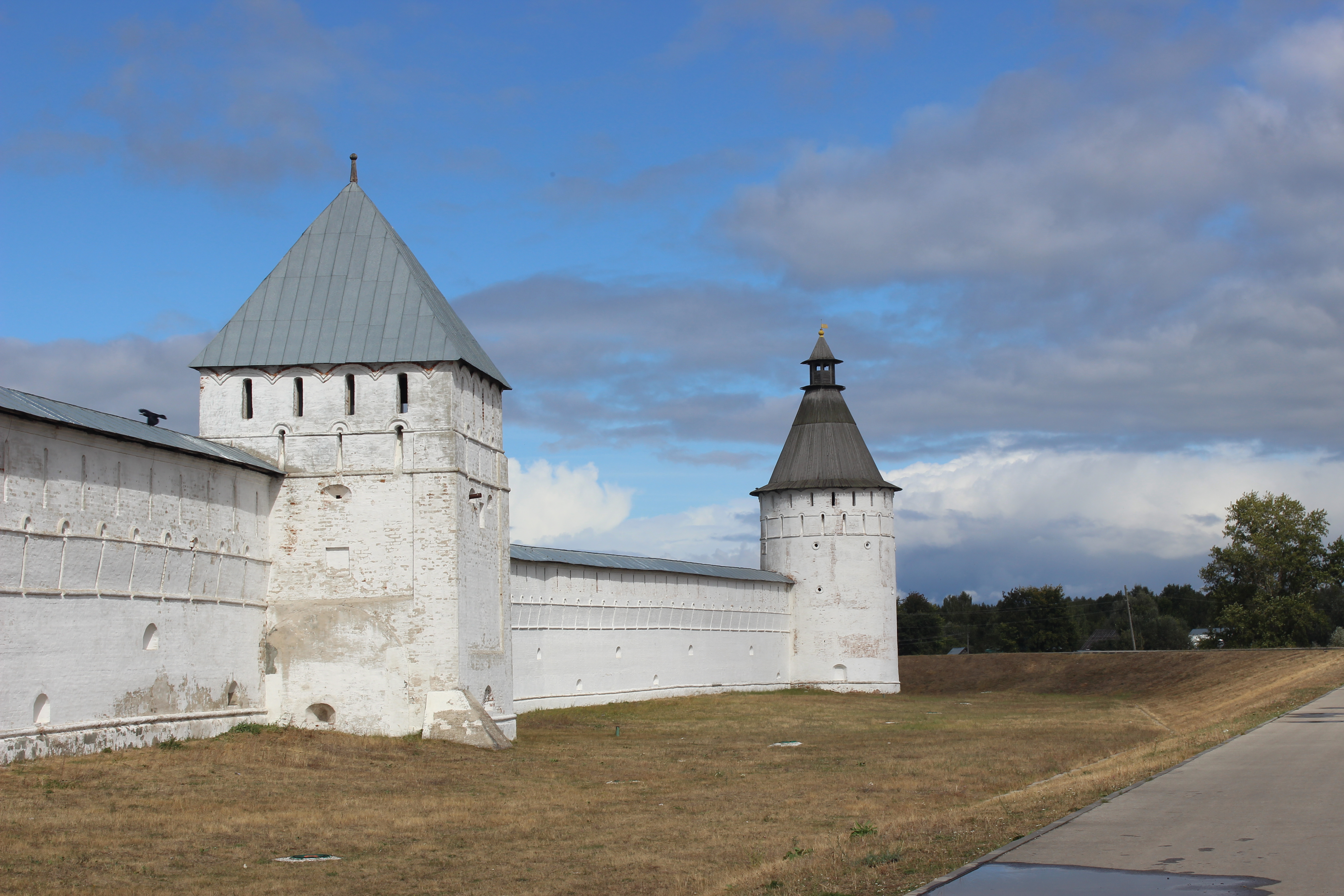
Восточная и северо-восточная башни
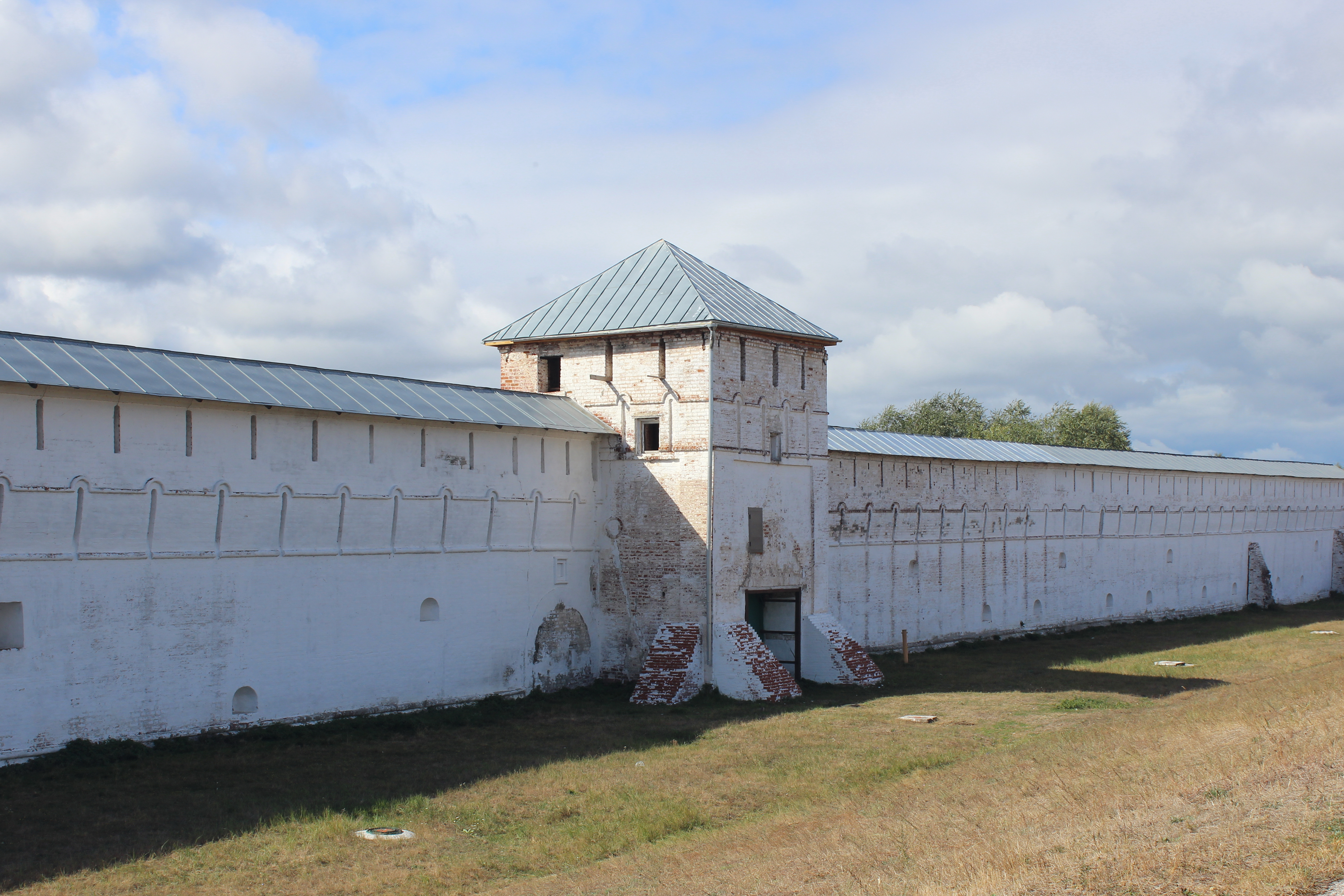
Северная башня
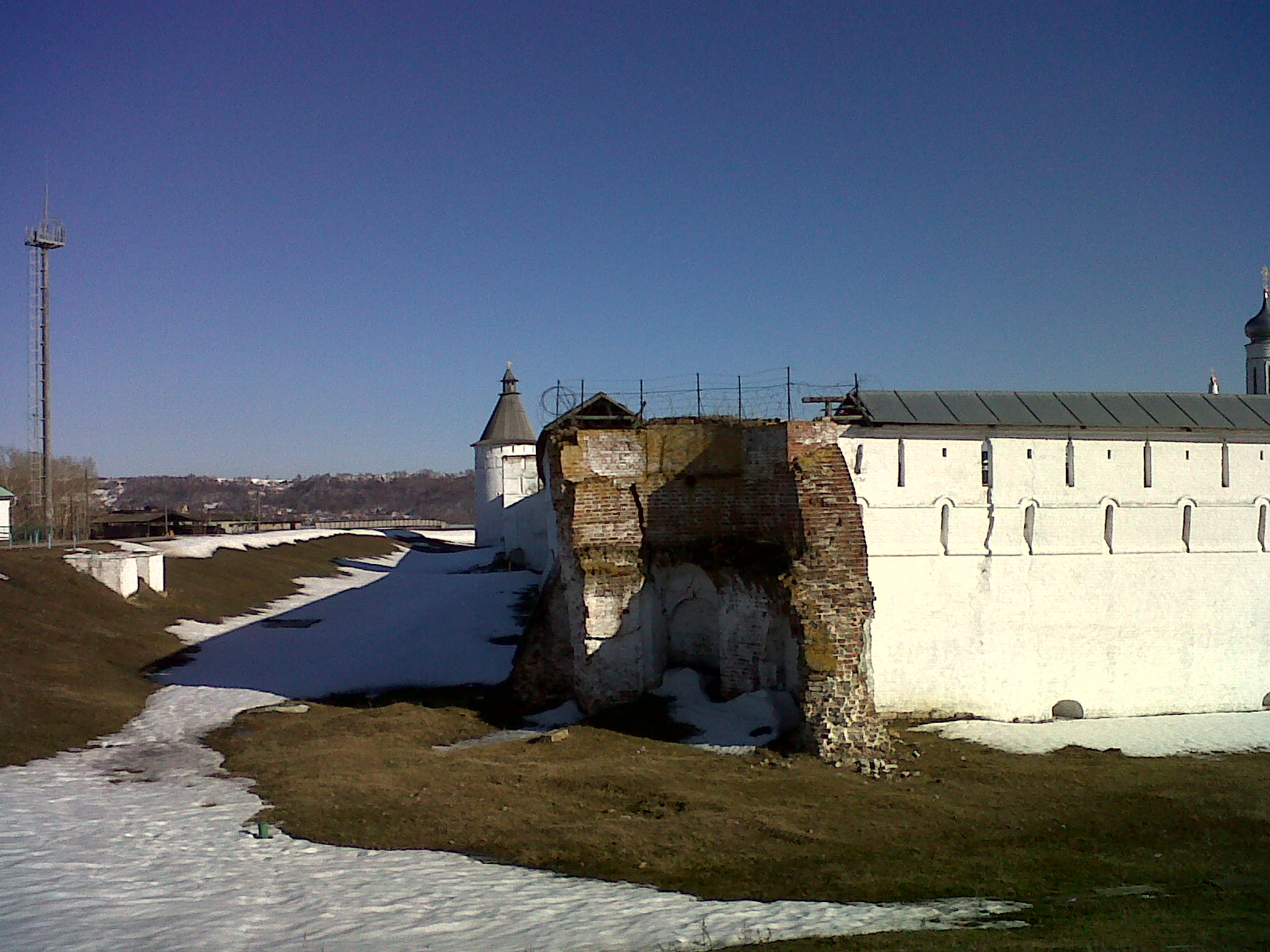
Руины северо-западной башни (2013)
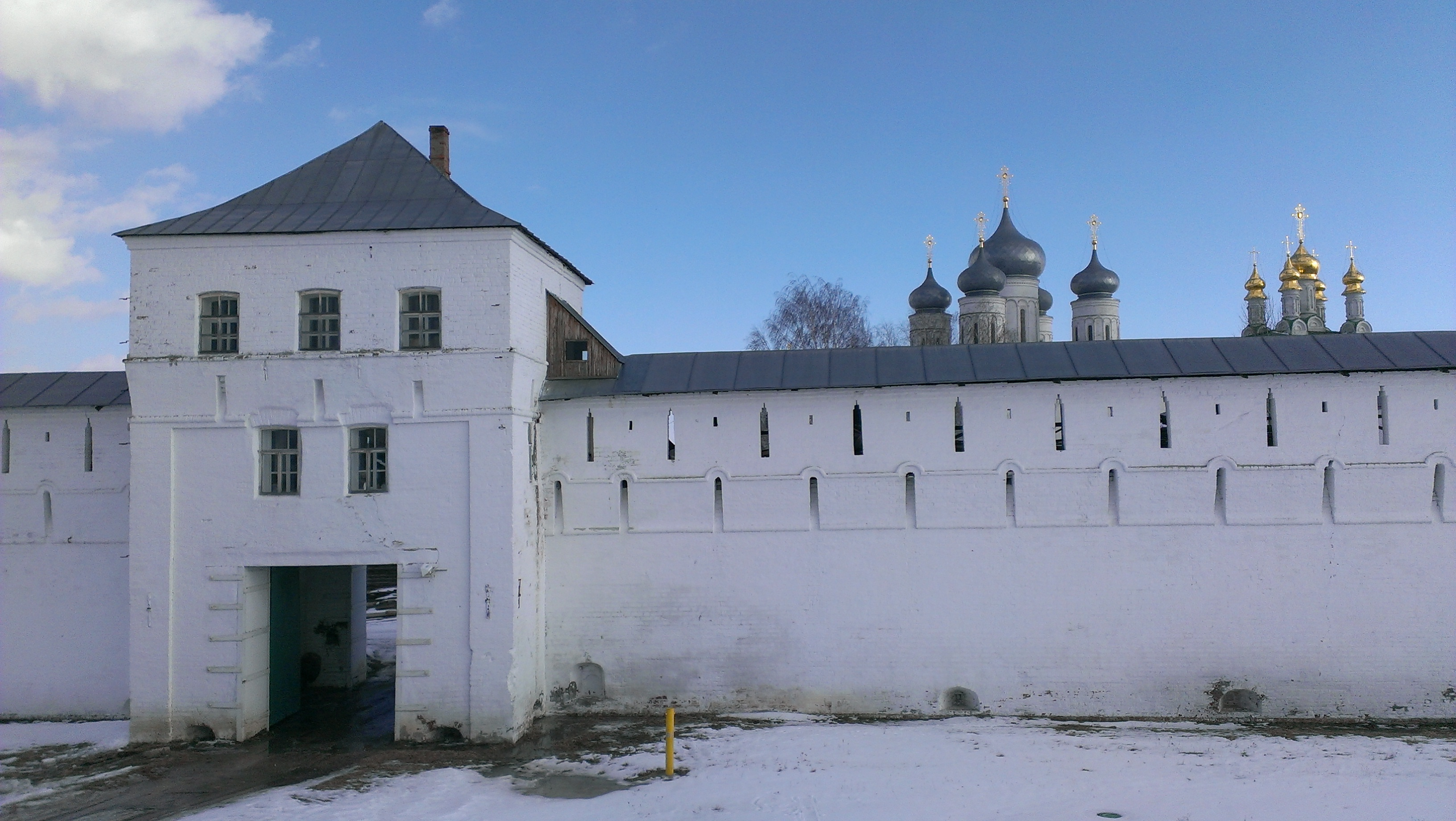
Западная башня
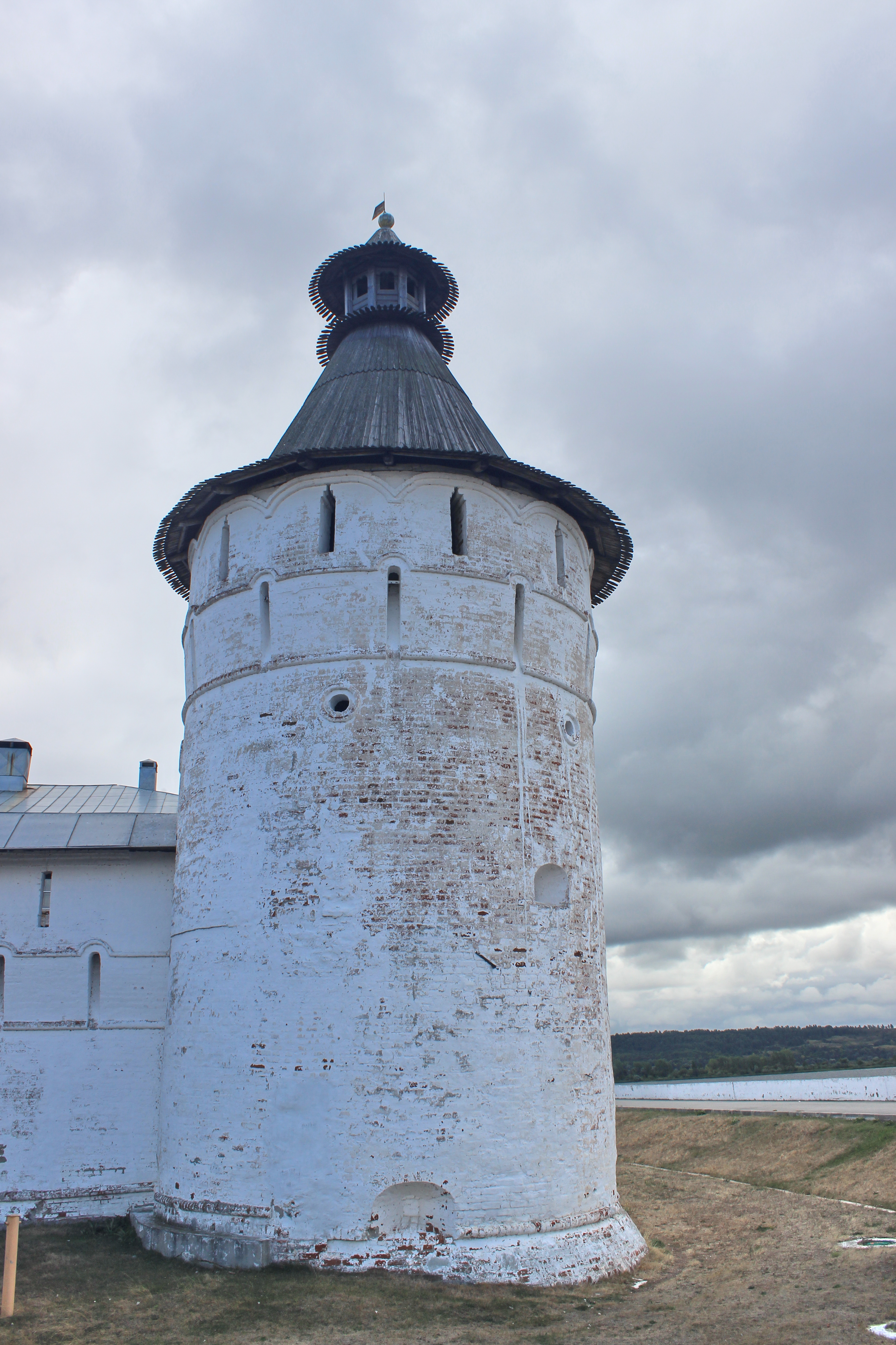
Юго-западная башня
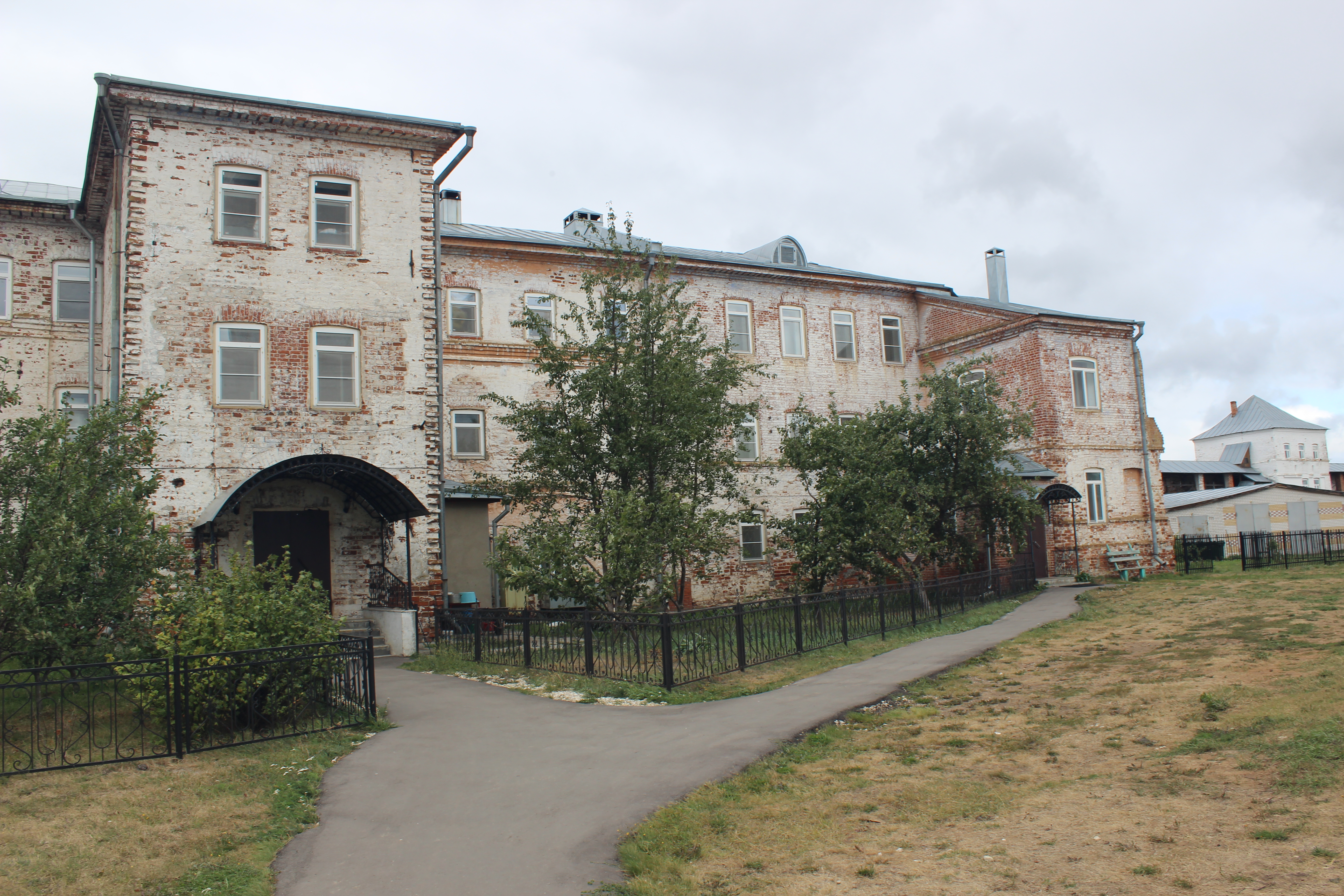
Западный корпус келий
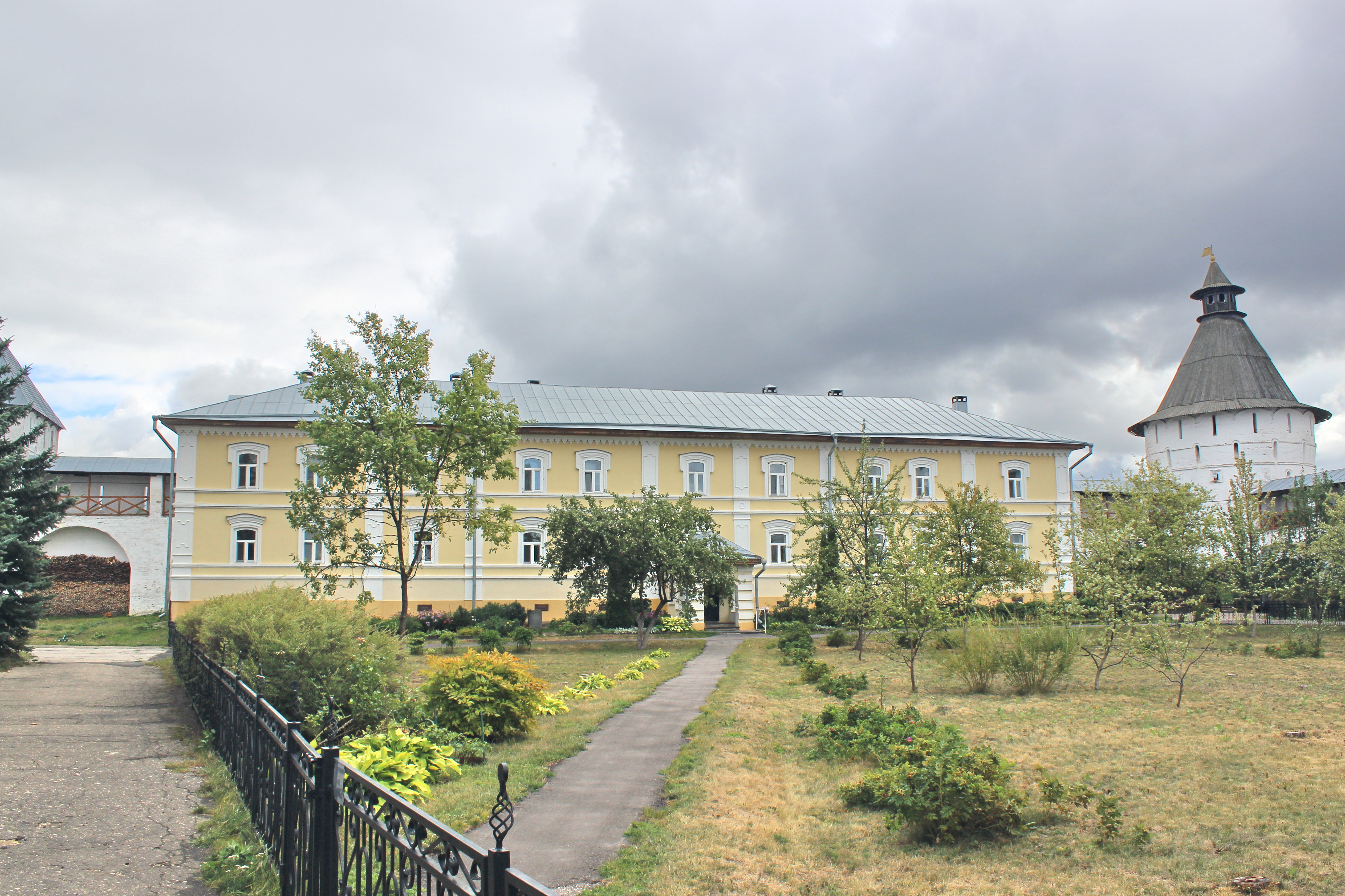
Восточный корпус
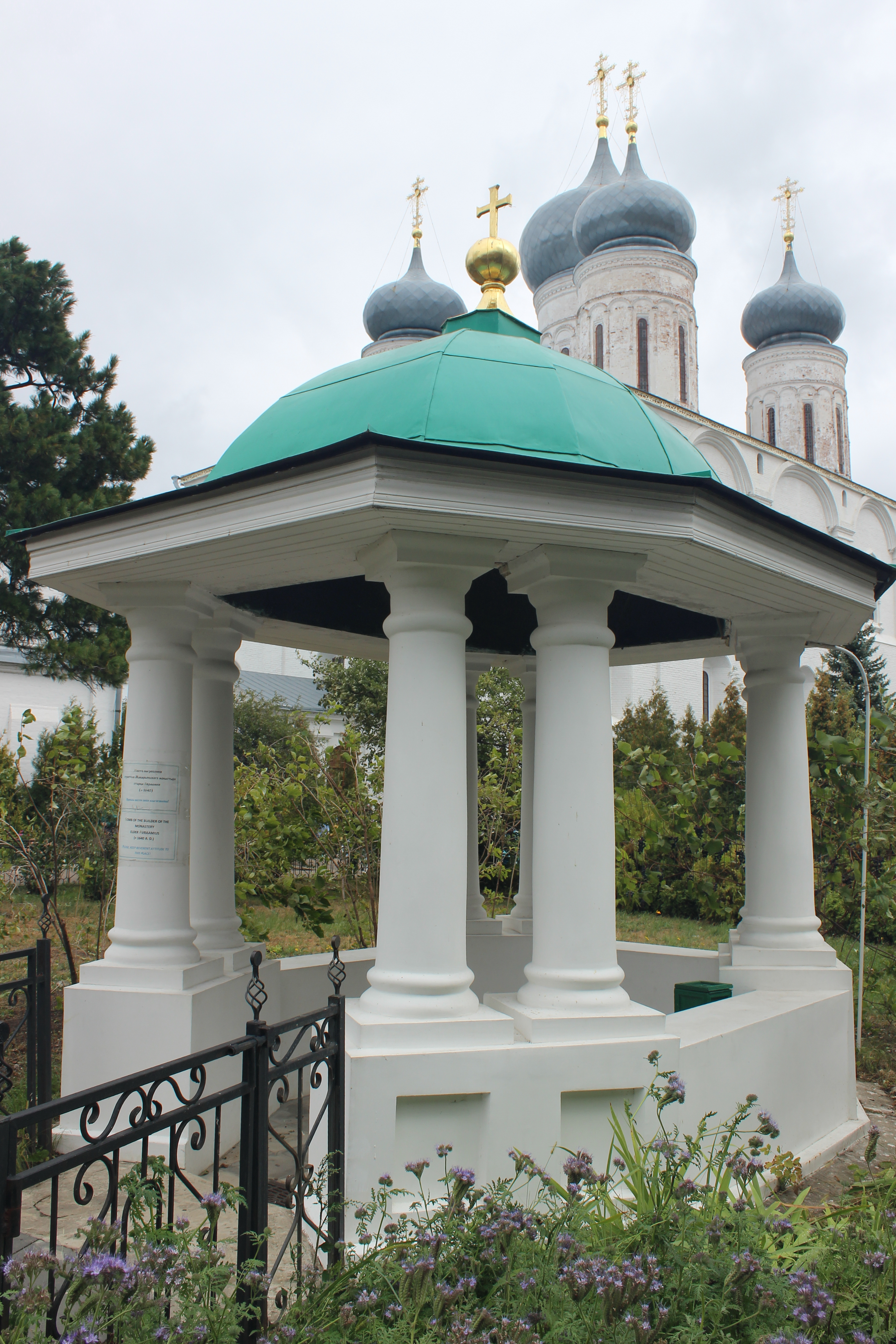
Ротонда с захоронением игумена Авраамия
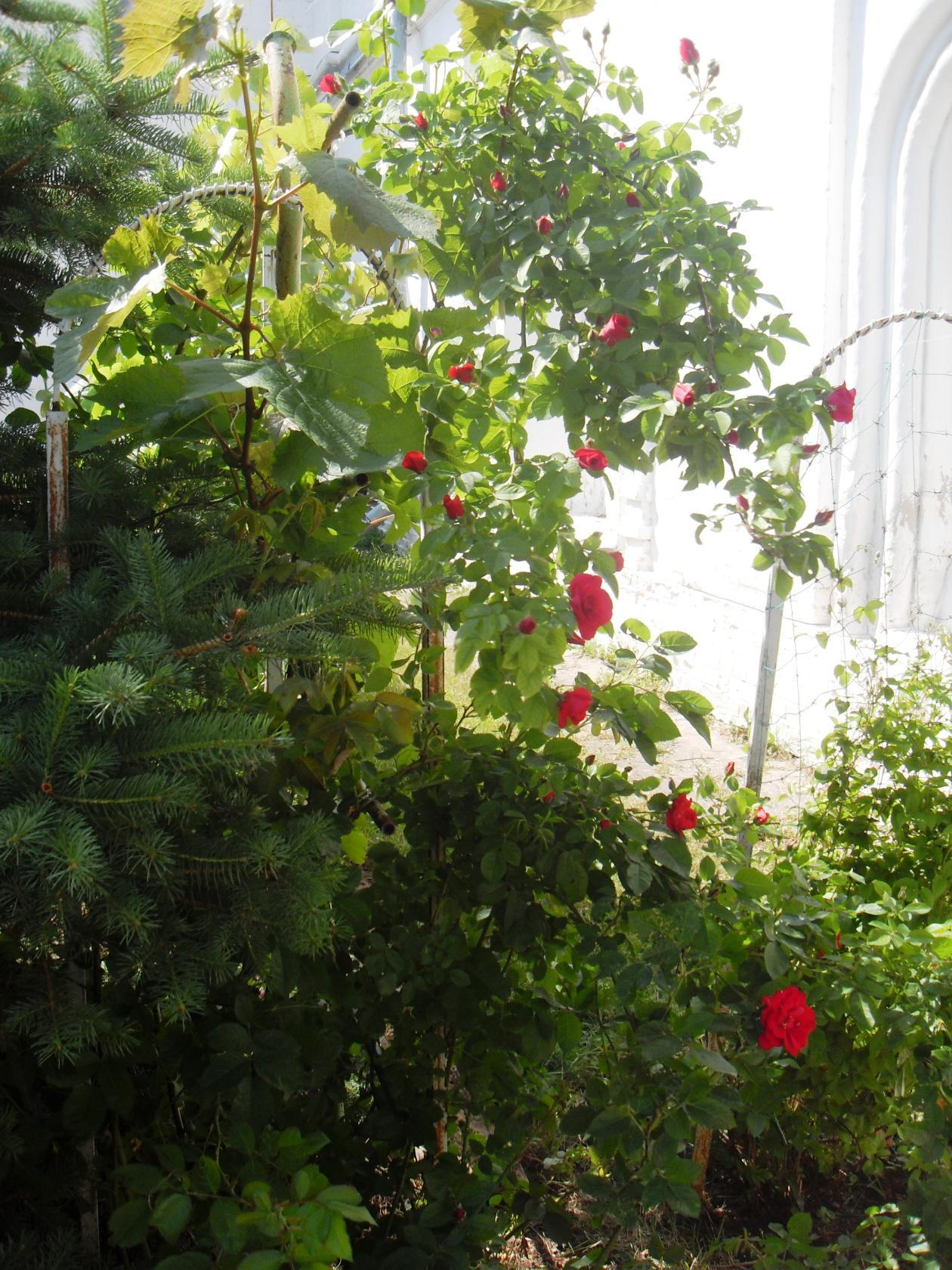
Розы, выращенные матушками
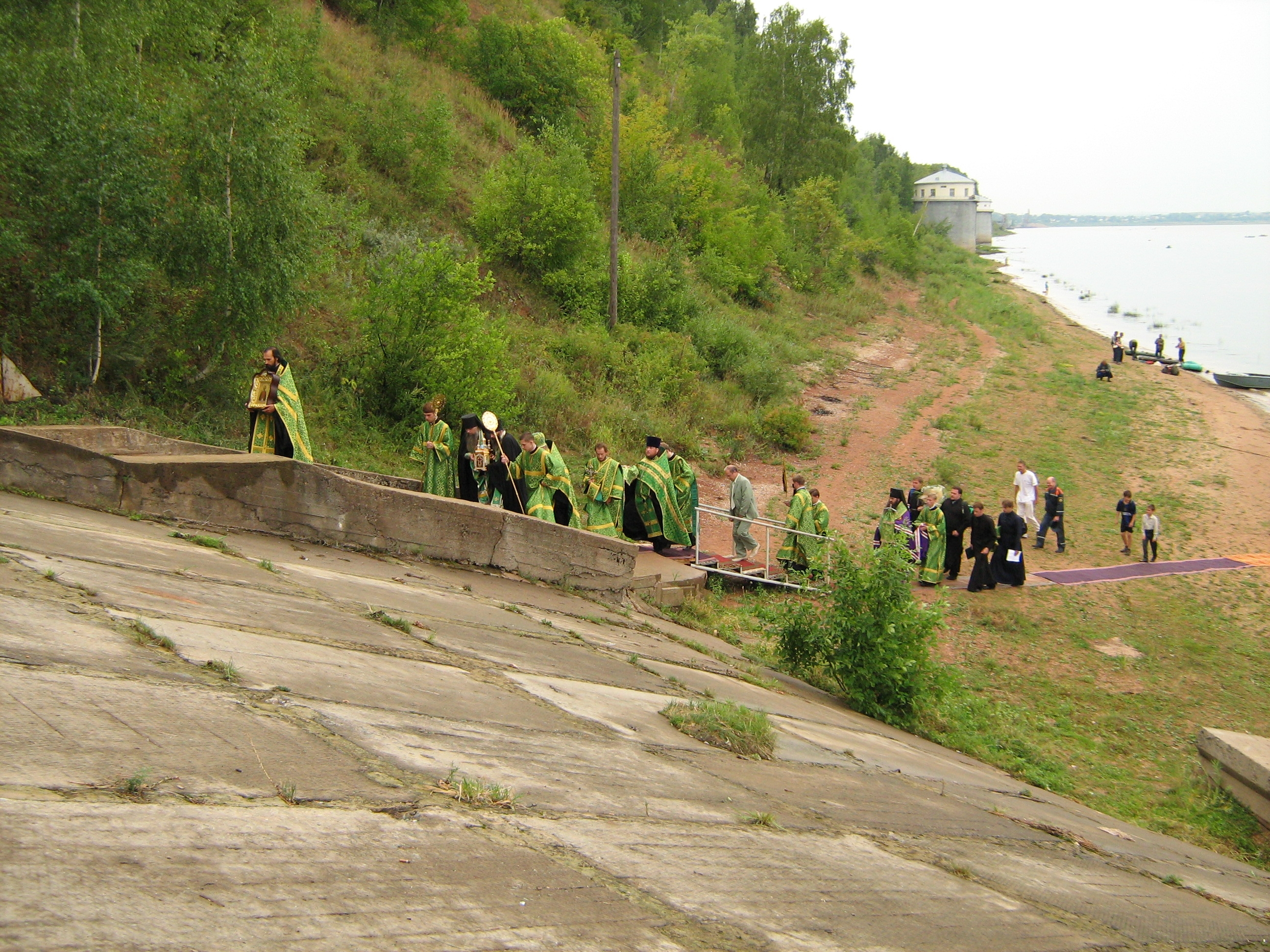
Перенесение честной главы преподобного Макария из Печёрского монастыря в Макарьевский (остановка в г. Кстово)
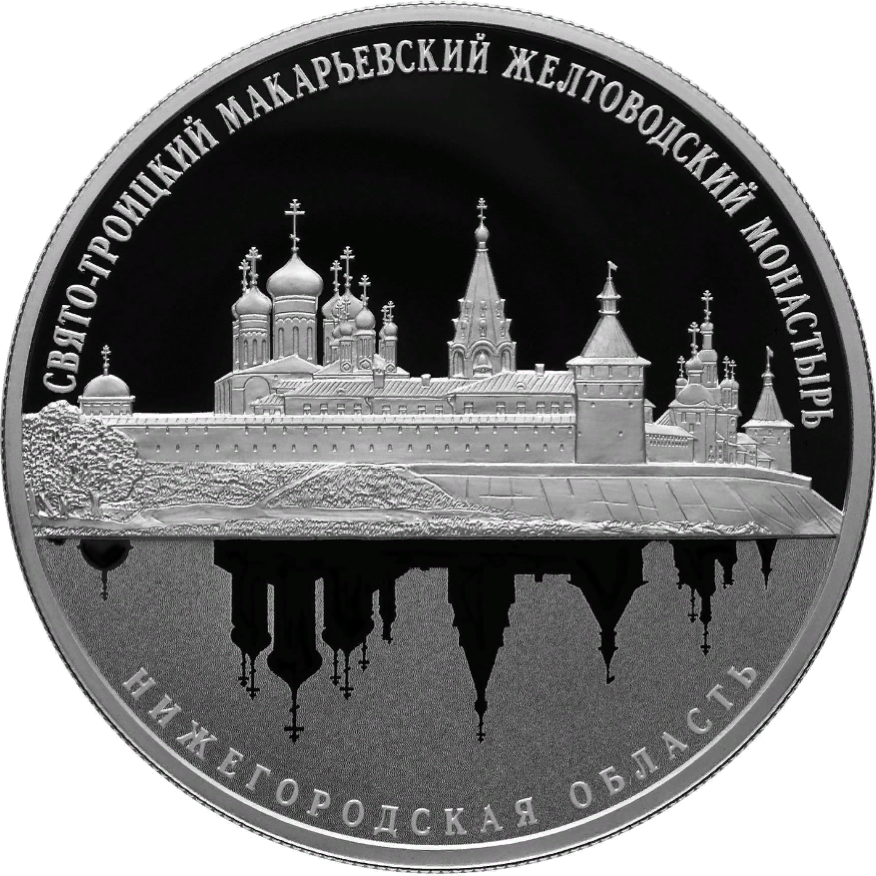
Серебряная монета Банка РФ 25 рублей 2019 г. в честь монастыря